# Удэгейская литература
Удэгейская литература — литература народа удэгейцев. Жанры удэгейской литературы чрезвычайно мобильны, один и тот же сюжет может быть отнесен к нескольким жанрам.

## Писатели
Зачинателем удэгейской литературы является Джанси Кимонко, создатель повести «Там, где бежит Сукпай», эта повесть рассказывает о жизни удэгейцев в дореволюционной России, о том как отразилась на жизни удэгейцев Гражданская война, об изменениях, которые произошли после её окончания. Кроме того, в сотрудничестве с писательницей Ю. Шестаковой, Кимонко написал повести «Зарево над лесами» и «Красное знамя».
В 1970—1980 годах начала писать собиратель фольклора и поэтесса В.Т. Кялундзюга. Её творчество состоит из фольклора и стихов различной тематики.